# Барк (Бад-Зегеберг)
Барк (нем. Bark) — община в Германии, в земле Шлезвиг-Гольштейн.
Входит в состав района Зегеберг. Подчиняется управлению Лецен. Население составляет 1003 человека (на 31 декабря 2010 года). Занимает площадь 20,44 км².